# Bundesrat (Đế chế Đức)

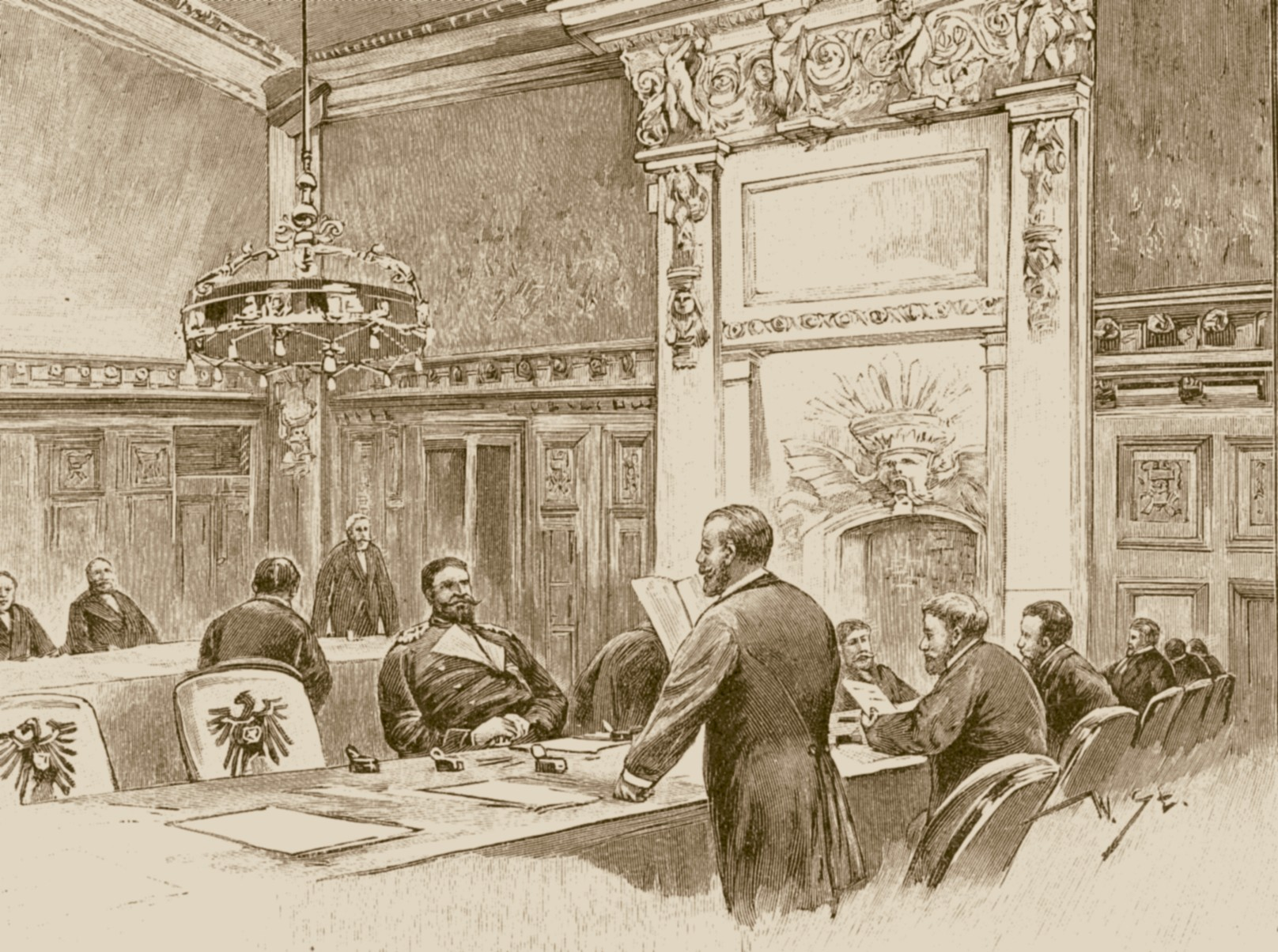
Phòng của Bundesrat trong Tòa nhà Reichstag (khoảng năm 1894)

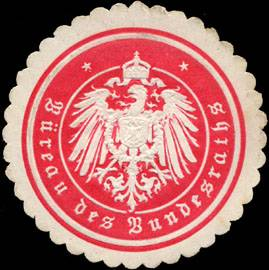
Con dấu: "Büreau des Bundesraths" (khoảng năm 1900)

Bundesrat ("Hội đồng Liên bang") của Liên bang Bắc Đức và sau là của Đế quốc Đức, nó là cơ quan lập pháp và giữ vị trí như Thượng viện, còn Reichstag giữ vị trí như Hạ viện. Bundesrat của Đế chế tồn tại từ năm 1867 đến năm 1918. Cho đến cuộc cải cách chính tả năm 1902, tên của nó được đánh vần là Bundesrath.
Bundesrat bao gồm đại diện của 25 quốc gia thành viên (Bundesstaaten). Số phiếu bầu của mỗi bang được quy định trong hiến pháp đế quốc.
Các đại diện của các nhà nước thành viên đã bỏ phiếu theo chỉ dẫn của chính phủ của họ. Chức chủ tịch của Bundesrat do Thủ tướng Hoàng gia nắm giữ. Tất cả các luật được thông qua ở Đức phải có sự hỗ trợ của Bundesrat. Ngoài ra, một số thủ tục chính thức do Hoàng đế Đức thực hiện phải được bỏ phiếu thông qua, chẳng hạn như việc giải tán Reichstag và tuyên bố chiến tranh. Bundesrat nắm quyền Reichsexekutions; bên cạnh đó, nó có nhiều chức năng hành chính và quyền xét xử các tranh chấp giữa các nhà nước thành viên và trong một số trường hợp, giải quyết các tranh chấp hiến pháp trong một nhà nước thành viên. Tòa án Tối cao Đế quốc, không giống như Hiến pháp Frankfurt, không được coi là một cơ quan độc lập trong Hiến pháp Đế quốc, thay vào đó quyền tài phán thuộc về Hoàng đế Đức và Vua của Phổ.
Trên thực tế, Bundesrat bị thống trị bởi Phổ. Vì nó có đến 17 phiếu bầu nên chiếm đa số; không có nhà nước thành viên nào khác trong đế chế có nhiều hơn 6 phiếu bầu. Nó có thể kiểm soát quá trình tố tụng bằng cách thành lập liên minh với các nhà nước thành viên khác. Ngoài ra, Bismarck từng là thủ tướng và bộ trưởng ngoại giao của Phổ trong gần như toàn bộ nhiệm kỳ của mình. Với tư cách thứ hai, ông có quyền hướng dẫn các đại biểu Vương quốc Phổ tại Bundesrat.
Mặc dù theo hiến pháp, nó là cơ quan quyền lực nhà nước cao nhất, Bundesrat đã bị Hoàng đế Đức và Thủ tướng Đế chế chi phối do một thực tế đơn giản là Chủ tịch bộ trưởng Vương quốc Phổ thường kiêm nhiệm chức vụ Thủ tướng và do đó là chủ tịch của Bundesrat.
Đối với những thay đổi hiến pháp, một đề xuất phải trải qua quy trình lập pháp thông thường. Điều đó nói rằng, chỉ cần 14 phiếu bầu trong Bundesrat để bỏ phiếu bác bỏ một đề xuất như vậy. Điều đó có nghĩa là Phổ, với 17 phiếu bầu, thực sự có quyền phủ quyết đối với những thay đổi của hiến pháp.

## Phân phối phiếu bầu
| Nhà nước Liên bang (Đế chế Đức)           | Remarks | Số phiếu bầu              |
| ----------------------------------------- | --- | ------------------------- |
| Vương quốc Phổ                            | bao gồm Công quốc Lauenburg, cai trị trong liên minh cá nhân cho đến khi sáp nhập vào ngày 1 tháng 7 năm 1876 | 17                        |
| Vương quốc Bayern                         | | 6                         |
| Vương quốc Sachsen                        | | 4                         |
| Vương quốc Württemberg                    | | 4                         |
| Đại công quốc Baden                       | | 3                         |
| Đại công quốc Hessen                      | | 3                         |
| Alsace-Lorraine                           | được đại diện từ năm 1911, mặc dù nó không phải là một nhà nước liên bang (Bundesstaat)                       | 3                         |
| Đại công quốc Mecklenburg-Schwerin        | | 2                         |
| Công quốc Brunswick                       | | 2                         |
| Đại công quốc Mecklenburg-Strelitz        | | 1                         |
| Đại công quốc Oldenburg                   | | 1                         |
| Đại công quốc Sachsen-Weimar-Eisenach     | | 1                         |
| Công quốc Anhalt                          | | 1                         |
| Công quốc Sachsen-Altenburg               | | 1                         |
| Công quốc Sachsen-Coburg và Gotha         | | 1                         |
| Công quốc Sachsen-Meiningen               | | 1                         |
| Thân vương quốc Lippe                     | | 1                         |
| Thân vương quốc Reuss-Gera                | | 1                         |
| Thân vương quốc Reuss-Greiz               | | 1                         |
| Thân vương quốc Schaumburg-Lippe          | | 1                         |
| Thân vương quốc Schwarzburg-Rudolstadt    | | 1                         |
| Thân vương quốc Schwarzburg-Sondershausen | | 1                         |
| Thân vương quốc Waldeck và Pyrmont        | | 1                         |
| Thành bang Hanse Tự do Bremen             | | 1                         |
| Thành bang Hanse Tự do Hamburg            | | 1                         |
| Thành bang Hanse Tự do Lübeck             | | 1                         |
| Tổng                                      | | 61 (cho đến năm 1911: 58) |